# Instituto de Apoio ao Retorno de Nacionais
O Instituto de Apoio ao Retorno de Nacionais (IARN), foi um organismo criado em Portugal após a Revolução de 25 de Abril de 1974 com o intuito de prestar apoio às pessoas que regressavam ou fugiam das antigas colónias portuguesas.
O IARN foi criado em 1975 pelo Decreto-Lei n.º 169/75 de 31 de março em virtude do Grupo de Apoio aos Desalojados do Ultramar (GADU) criado em Junho de 1974 ter deixado de conseguir responder às necessidades reais, tal o fluxo de retornados que chegavam das ex-colónias. O IARN foi extinto, em 1981, pelo Decreto-Lei n.º 97/81, de 2 de maio.
Sobre a atividade desenvolvida pelo IARN pode consultar-se o preâmbulo do Decreto-Lei n.º 350/79, de 30 de agosto, que antecedeu a sua extinção.

## Atividades
Numa fase inicial da descolonização, o IARN foi responsável pelo pagamento de alojamento em regime de pensão completa, transporte de pessoas e bagagens para os respectivos destinos. Cada adulto podia trocar 5.000 escudos mediante a apresentação do bilhete ou da guia de desembaraço.
A partir de meados de 1976 deixou de o fazer.

## Direcção
- Fernando Cardoso do Amaral (14.07.1975 a 22.03.1976);
- José Constâncio Moura Portugal (23.03.1976 a 01.09.1976);
- Gonçalves Ribeiro (CNAD).